# Gainier de Chine
Cercis chinensis
Espèce
Statut de conservation UICN

 LC  : Préoccupation mineure
Le Gainier de Chine (Cercis chinensis) est une espèce de plantes à fleurs de la famille des Fabacées. C'est un petit arbre endémique de Chine.